# Tintah (Minnesota)
Tintah es una ciudad ubicada en el condado de Traverse en el estado estadounidense de Minnesota. En el Censo de 2010 tenía una población de 63 habitantes y una densidad poblacional de 32,09 personas por km².

## Geografía
Tintah se encuentra ubicada en las coordenadas 46°0′39″N 96°19′12″O / 46.01083, -96.32000. Según la Oficina del Censo de los Estados Unidos, Tintah tiene una superficie total de 1.96 km², de la cual 1.96 km² corresponden a tierra firme y (0%) 0 km² es agua.

## Demografía
Según el censo de 2010, había 63 personas residiendo en Tintah. La densidad de población era de 32,09 hab./km². De los 63 habitantes, Tintah estaba compuesto por el 98.41% blancos, el 0% eran afroamericanos, el 0% eran amerindios, el 0% eran asiáticos, el 0% eran isleños del Pacífico, el 0% eran de otras razas y el 1.59% pertenecían a dos o más razas. Del total de la población el 0% eran hispanos o latinos de cualquier raza.

## Localidades adyacentes
El diagrama siguiente presenta las localidades en un  radio de 24 km alrededor de Tintah